# NGC 1047
NGC 1047 is een spiraalvormig sterrenstelsel in het sterrenbeeld Walvis. Het hemelobject werd op 10 november 1885 ontdekt door de Amerikaanse astronoom Lewis A. Swift.

## Synoniemen
- PGC 10132
- MCG -1-7-32